# 리스본 스토리
《리스본 스토리》(Lisbon Story)는 여러 국가에서 제작된 빔 벤더스 감독의 1994년 드라마 영화이다. 루디거 보글러 등이 주연으로 출연하였고 파울로 브랑코 등이 제작에 참여하였다.

## 출연

### 주연
- 루디거 보글러
- 패트릭 보초우

### 조연
- 조아오 카니조

## 기타
- Line PD: 조아오 카니조
- 미술: 제 브랑코